# Zhaliang
Lo zhaliang (炸兩T, 炸两S, zháliǎngP, lett. "i due fritti"), è un dim sum cantonese. Si prepara avvolgendo strettamente l'involtino di spaghetti di riso attorno allo youtiao (pasta fritta). Può essere trovato nei ristoranti cinesi nel Guangdong, a Hong Kong, a Macao e in Malaysia.
Viene spesso servito imbevuto di salsa di soia, salsa hoisin o tahina e cosparso di semi di sesamo. Di solito viene consumato con latte di soia o congee.